# Cabo Rojo (Cabo Rojo)
Cabo Rojo es un barrio-pueblo ubicado en el municipio de Cabo Rojo en el Estado Libre Asociado de Puerto Rico. En el Censo de 2010 tenía una población de 1078 habitantes y una densidad poblacional de 4002,1 personas por km².

## Geografía
Cabo Rojo se encuentra ubicado en las coordenadas 18°5′14″N 67°8′48″O / 18.08722, -67.14667. Según la Oficina del Censo de los Estados Unidos, Cabo Rojo tiene una superficie total de 0.27 km², que corresponden a tierra firme.

## Demografía
Según el censo de 2010, había 1078 personas residiendo en Cabo Rojo. La densidad de población era de 4002,1 hab./km². De los 1078 habitantes, Cabo Rojo estaba compuesto por el 86.73 % blancos, el 5.66 % eran afroamericanos, el 0.28 % eran amerindios, el 0.28 % eran asiáticos, el 4.27 % eran de otras razas y el 2.78 % pertenecían a dos o más razas. Del total de la población el 98.98 % eran hispanos o latinos de cualquier raza.